# (74011) 1998 FE106
(74011) 1998 FE106 – planetoida z pasa głównego asteroid okrążająca Słońce w ciągu 3,41 lat w średniej odległości 2,27 j.a. Odkryta 31 marca 1998 roku.